# Русский соус
Русский соус (англ. Russian dressing; досл.: «русская заправка»; разг. кетчуне́з) — пикантная американская заправка для салатов. Основу соуса составляют майонез и кетчуп. Важный ингредиент такого блюда американской кухни, как сэндвич «Рубен». Схож с соусом «Тысяча островов».

## История
Первые упоминания русского соуса датируются 1900 годом и принадлежат американским источникам. В 1910 году в кулинарной книге Чарльза Феллоуза русский соус противопоставляется винегретной заправке (смеси уксуса и растительного масла) при подаче помидоров и спаржи, однако в кулинарной книге 1913 года есть рецепт, представляющий собой винегретную заправку с паприкой и горчицей.
Историки считают, что версия соуса, основанная на майонезе, появилась в штате Нью-Гэмпшир, город Нашуа в начале 1910-х годов. Её оригинальным создателем считается Джеймс Колбёрн. Биографическая статья 1927 года называет его «автором и первым производителем такой восхитительной заправки, как русский соус». Колбёрн продавал эту майонезную заправку в своём магазине по крайней мере с 1910 года. К 1914 году Колбёрн наладил производство соуса и начал продавать его розничным торговцам и гостиницам.
Соус стали называть «русским», так как в первоначальный рецепт входила икра, один из знаковых продуктов русской кухни. Нет доказательств того, что он существовал где-либо за пределами США до 1910 года.
В современной России смесь кетчупа и майонеза в быту называют «кетчуне́з». В 2019 году Heinz выпустили в продажу соус с таким названием.

## Приготовление
Русский соус обычно пикантный за счёт мелкого острого перца пименто. Кроме майонеза и кетчупа часто добавляется хрен, шнитт-лук, специи.